# Richmond Forson
Richmond Forson (Aflao, 23 de maio de 1980) é um futebolista ganês naturalizado togolês, que joga pelo Thouars, uma equipe amadora da França. Atualmente, joga pelo Thouars.

## Carreira
Forson tem uma carreira em clubes completamente inexpressiva: começou no time B do Metz e depois atuou por Louhans-Cuiseaux, Luçon, Sète, J.A. Poiré e Cherbourg (todos de nível amador) até chegar ao Thouars.

## Seleção
Forson atua na Seleção Togolesa de Futebol desde 2005, e disputou a Copa de 2006. Sua estreia foi contra o Paraguai, em 2005.
Na partida contra a França, coube a Forson marcar o astro Thierry Henry, e o meia cumpriu a função. Entretanto, os Bleus acabaram batendo os Falcões por 2 a 0.
Foi convocado também para a Copa das Nações Africanas de 2010, mas o Togo acabou desistindo do torneio em razão do atentado que sofreu.

## Curiosidade
Forson foi um dos dois atletas togoleses que nasceram em Gana (o outro foi Éric Akoto).